# 装飾付大刀

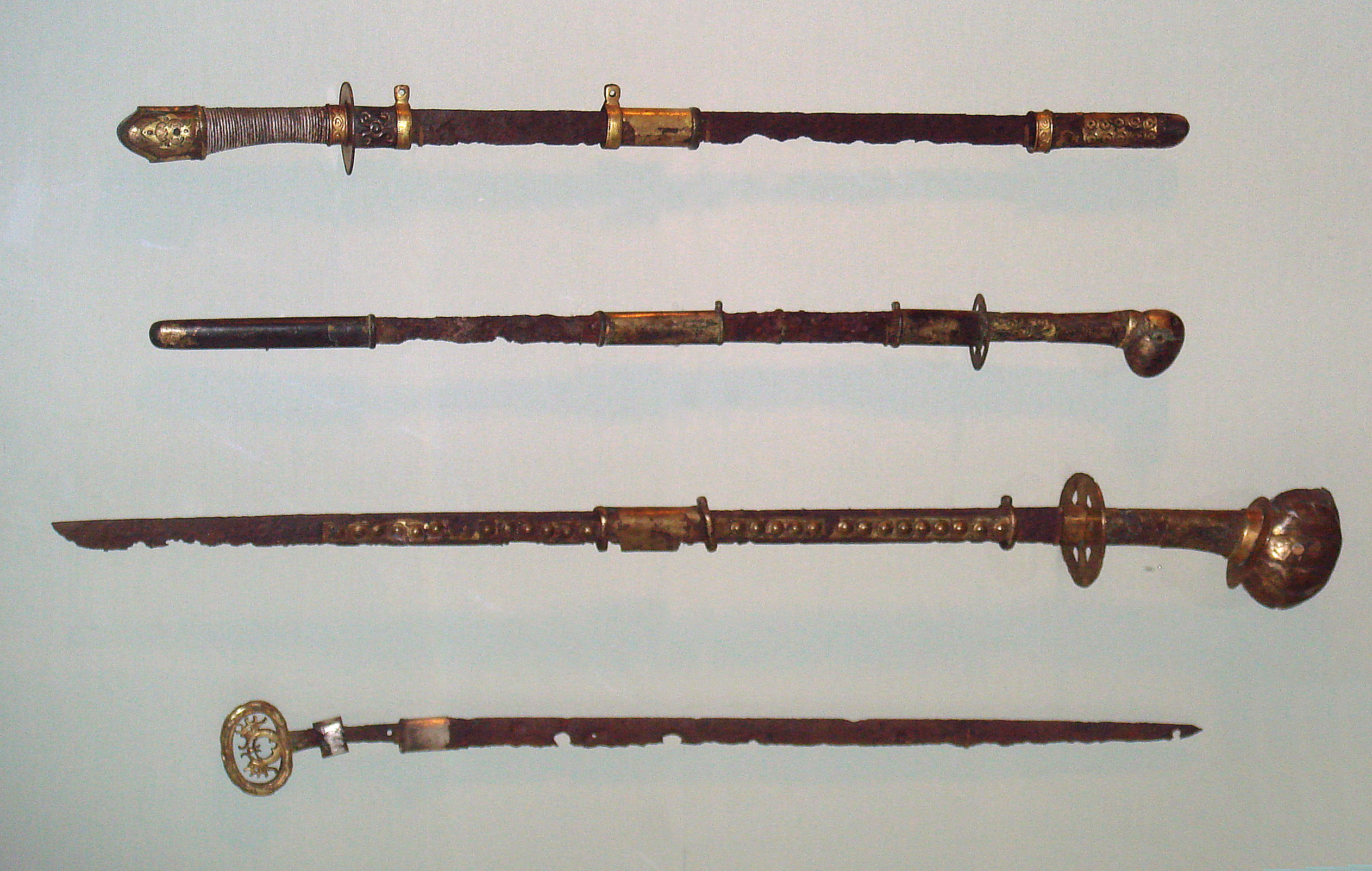
古墳時代後期の装飾付大刀（メトロポリタン美術館所蔵）。最上段は圭頭大刀、中段2振は頭椎大刀、最下段は双龍環頭大刀。

装飾付大刀（そうしょくつきたち）は、日本の古墳時代に製作された直刀（大刀）のうち、同時代後半（6世紀から7世紀）に隆盛した金・銀または金銅製の外装（刀剣装具・拵）を備えたものの総称。「飾大刀」（かざりだち）とも呼ばれ、儀仗用の大刀と考えられている。

## 概要

### 名称について
「装飾付大刀」という用語は、日本考古学の、古墳時代研究の分野で主に使用される。刀剣の「装飾」は、柄や鞘などの基本的な部材のほか、鍔（鐔）や責金具などの大小部品、それらに付加された文様などの意匠まで含むため、本項で扱う古墳時代後期の直刀以外、例えば同時代前期から中期の木製・鹿角製装具を付けた直刀についても「装飾付」と言いえるが、現代の古墳時代研究では、荘厳な金属装飾を持つ大刀の出現が同時代後期を特徴づけるものであることを重視し、中期以前の有機質装具と区別して、「外装に金・銀・金銅等、装飾的な金属を用いた大刀」に対して「装飾付大刀」の語を用いている。
また「飾大刀」の語を使う場合、平安時代以降出現する太刀（日本刀）の儀仗刀についても「飾太刀」と呼ばれるが、それらについては「太刀」、奈良時代以前の上古刀については「大刀」の字をあてることによって区別される。

### 弥生時代
日本における直刀の出現は、弥生時代の後期中葉に遡り、墳丘墓などの遺跡から西日本を中心に出土している。茎の尻に鉄製の環が付く「素環頭大刀」のほか、環の付かないものも出土しているが、多くは中国大陸（漢）からの舶載品と考えられている。

### 古墳時代前期・中期
古墳時代に入ると、直刀は国内での生産が可能となり全国的に普及し、各地の古墳やその他の遺跡から出土するようになるが、同時代前期から中期（3世紀後半から5世紀末）の刀剣装具は、木製装具か、木製部材と鹿角製部材を組み合わせた「鹿角製刀剣装具」など、有機質素材のものが多く、金属の部品を用いる例はほとんど存在しなかった。
なお、同時代中期の刀装具形態は、日本列島で独自に発生した、柄頭（把頭）が逆三角形（楔形）を呈する「楔形柄頭大刀」や、本来剣の装具である鹿角製刀剣装具を備えたものを主流とするが、「頭椎」や、「円頭」など、のちの装飾付大刀に引き継がれる形態の木製装具もすでに出現し始めていたことが、奈良県天理市布留遺跡の調査などにより確認されている。そのほかに、大陸からもたらされた素環頭大刀などの環頭大刀の一群も継続して存在した。

### 古墳時代後期・装飾付大刀の出現
古墳時代後期（6世紀）に入り、帯金具や馬具の装飾技術である金アマルガム法が大刀の装具にも取り入れられた。これに伴い、柄や鞘などの木製部材の上に、金を鍍金した銅板を巻きつける金銅装や、金装・銀装などの金属装飾を施した光り輝く大刀が数多く出現した。
環頭大刀においても、環の内側に龍や鳳凰をデザインした、「単鳳・単龍環頭大刀」・「双鳳・双龍環頭大刀」などのバリエーションが加わった。またこれに伴い、同時代中期まで隆盛していた鹿角製の装具は急速に消滅していった。これらの装飾付大刀は、地域の有力な支配者（首長）層の身分や地位を表す威信財として所有され、各地の古墳に副葬された。

## 装飾付大刀の種類

### 環頭大刀
柄の先端である柄頭に円環（環頭）があるもの。中国大陸の環首刀にその系譜を持つとされる。
- 素環頭大刀（そかんとうのたち）：環頭の内側に装飾がないもの。日本列島内で最も早い段階に出現した直刀で、弥生時代後期から存在する。
- 三葉環頭大刀（さんようかんとうのたち）：環頭の内側に三葉文が配されるもの。
- 三累環頭大刀（さんるいかんとうのたち）：環が3つのC字形の輪の組み合わせで構成されるもの。
- 単龍・単鳳環頭大刀（たんりゅう・たんほうかんとうのたち）：環頭の内側に1体の龍、または1体の鳳凰が配されるもの。
- 双龍・双鳳環頭大刀（そうりゅう・そうほうかんとうのたち）：環頭の内側に2体の龍、または2体の鳳凰が配され、互いの口で1つの玉を奪い合うように咥えるもの。
- 獅噛環頭大刀（しがみかんとうのたち）：環頭の内側に、正面向きの１体の獅子のような獣面が、環頭に噛みつくように配されたもの。

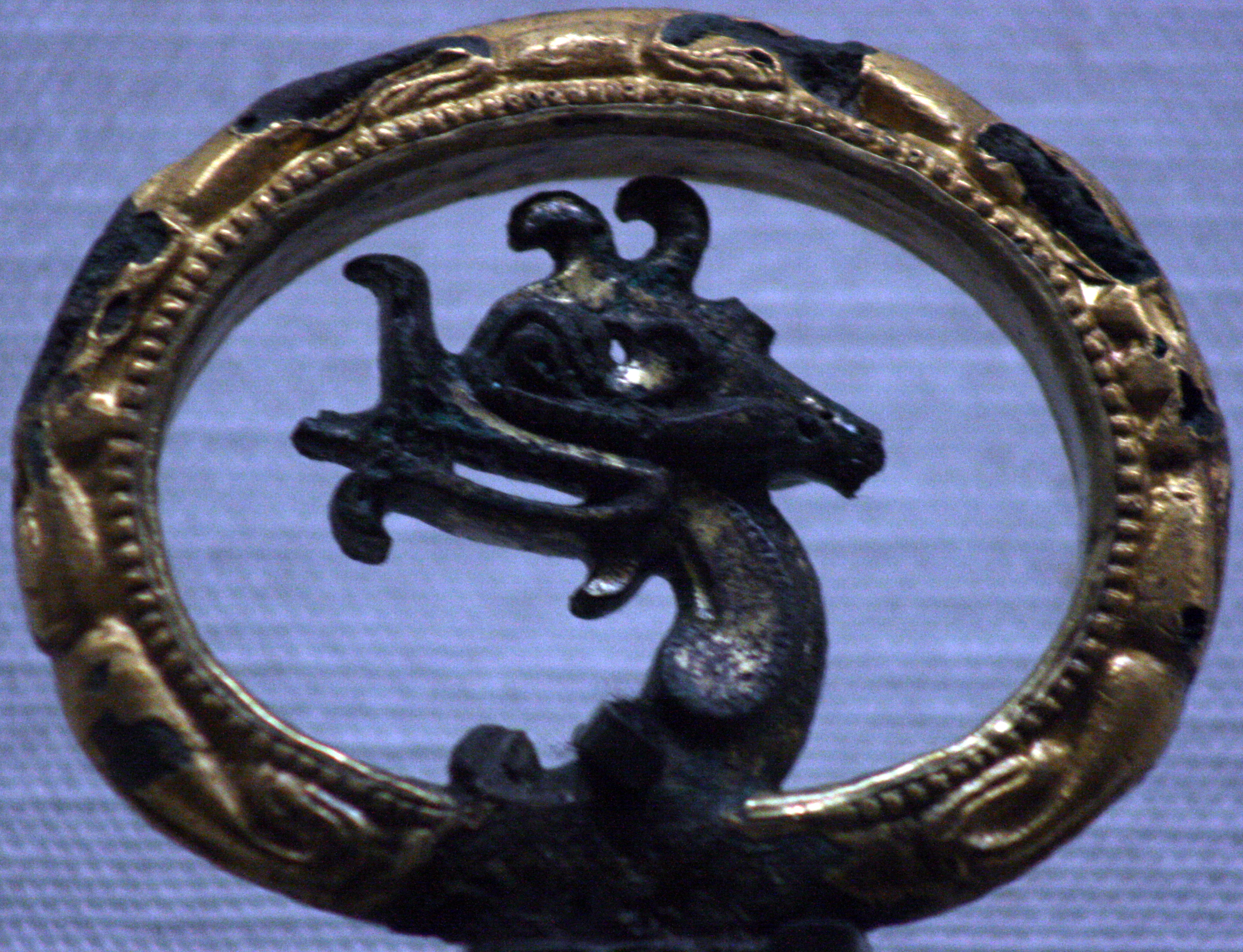
単龍環頭大刀
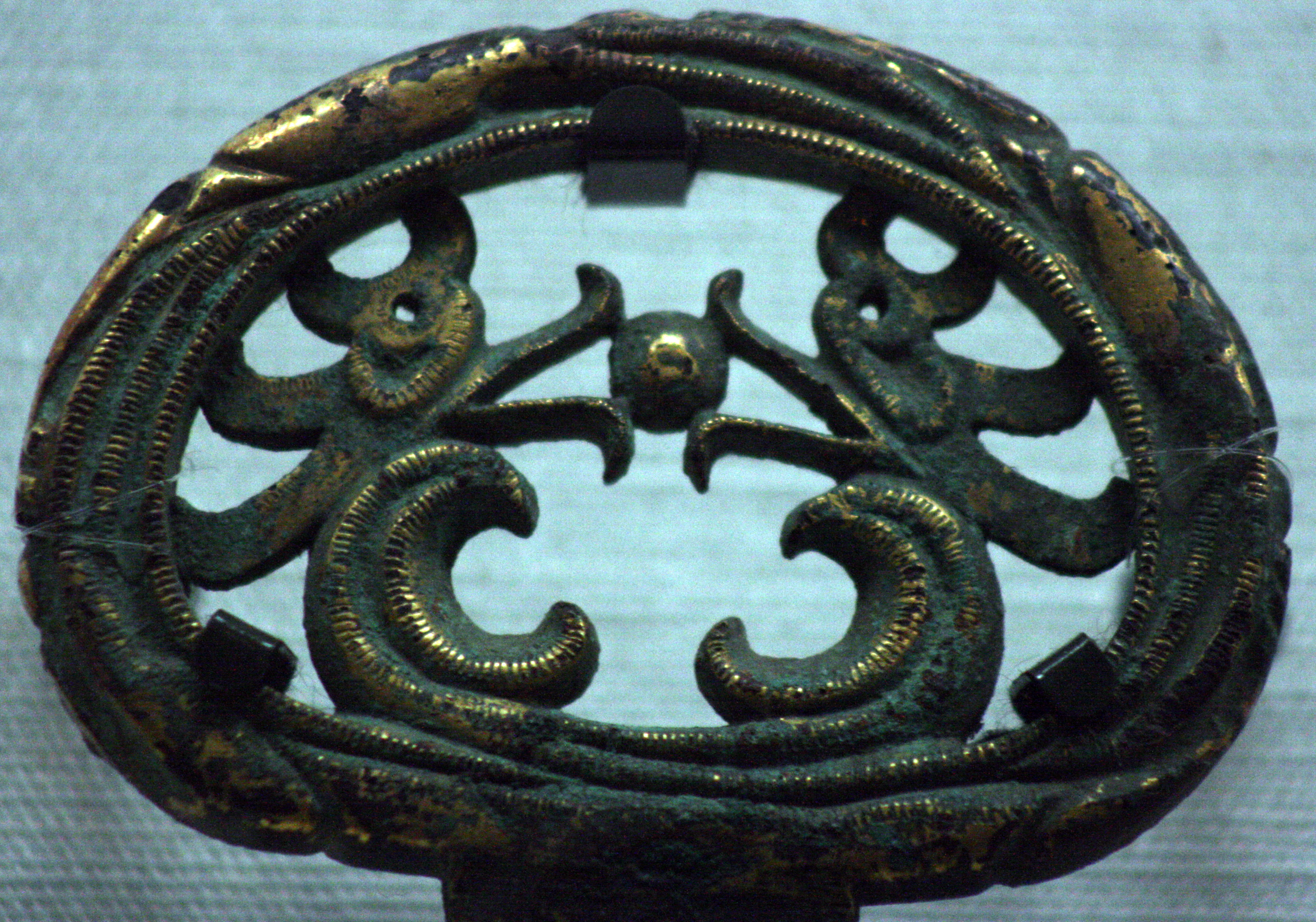
双龍環頭大刀

### 倭風大刀
古墳時代中期からの系統を引き継ぐもの。
- 楔形柄頭大刀（くさびがたつかがしらのたち）：柄頭が逆三角形（楔形）の板状を呈し、刀身の刃部側に強く突出する形態のもの。古墳時代中期前半には、木製装具としてすでに出現しており、最も伝統的な刀装具形態と考えられている[7]。
- 捩環頭大刀（ねじりかんとうのたち）：楔形柄頭大刀の柄頭上部に、捩りを加えた半円形の鉄製環（捩環）が取り付けられたもの[8]。伝統的な楔形柄頭大刀が、装飾付大刀へと発展した形態[9]。

### 袋状柄頭の大刀（袋頭大刀）
把頭が金属製でやや大型の「袋状」構造を持つもの。「頭椎」や「円頭」の柄頭は、古墳時代中期の木製装具にすでにその初現的な形態が現れているため、倭風大刀に位置づけることも可能だが、製作技術や様式に大陸系大刀の技術が多く加わり、デザインにもそれらの折衷型のものが見られるため、分類上の定義づけについては意見が分かれている。
- 頭椎大刀（かぶつちのたち・くぶつちのたち）：柄頭が拳のような形状を持つもの。「頭槌」とも。把頭表面に「畔目」と呼ばれる筋状の凹凸を持ち、「無畔目式」、「横畔目式」、「竪畔目式」に分類される[13][14]。
- 円頭大刀（えんとうのたち）：柄頭が丸いもの。
- 圭頭大刀（けいとうのたち）：柄頭が将棋駒、または中国の玉の一種である「圭」のように山形を呈するもの。
- 鶏冠頭大刀（けいかんとうのたち）：柄頭が鶏冠のような形状を呈するもの。椰子の葉を図案化した「パルメット文様」がモデルと考えられている[7]。
- 方頭大刀（ほうとうのたち）：柄頭が丸みを持たず角張り、直方体に近くなるもの。

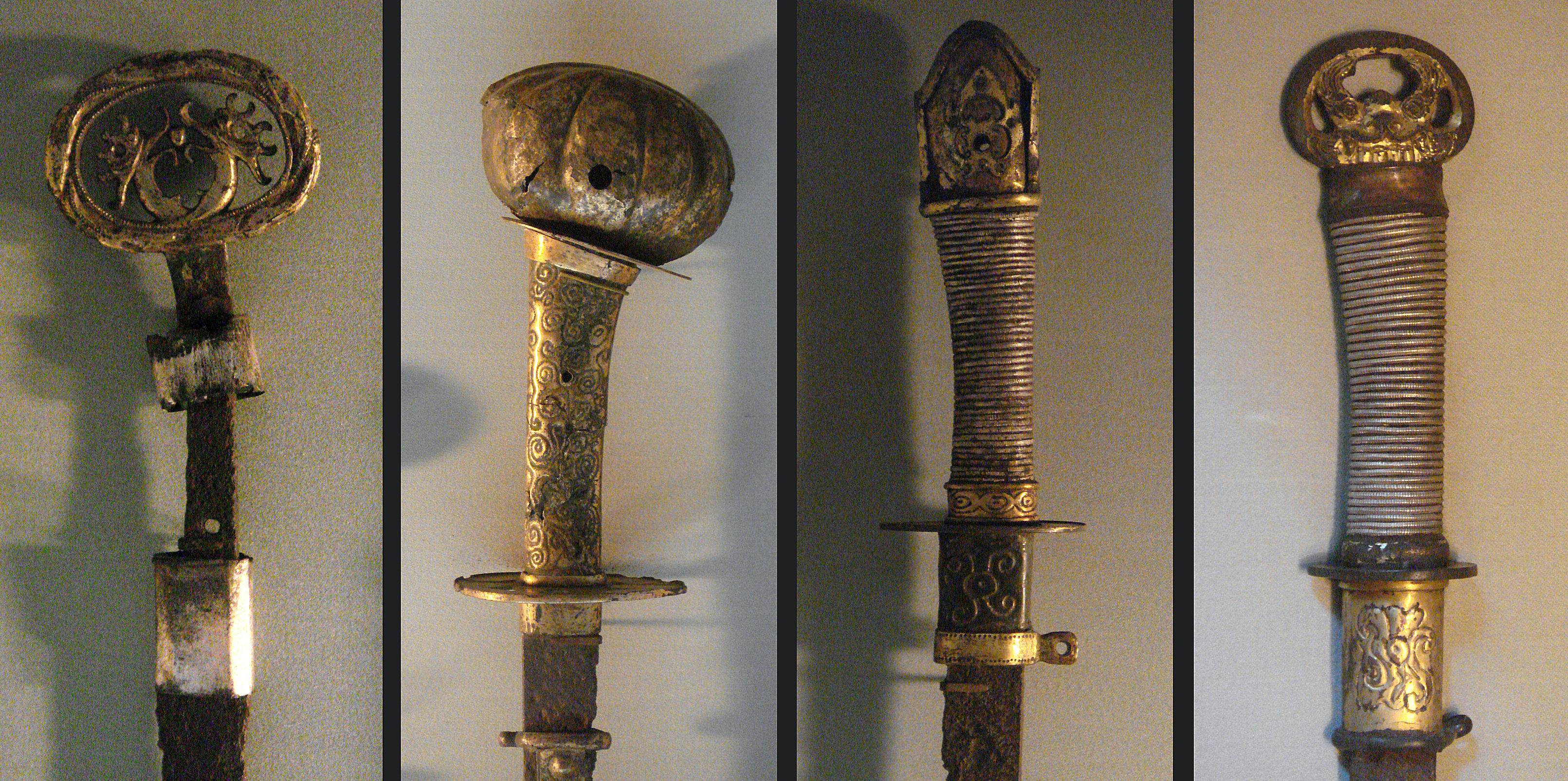
左から、双龍環頭大刀、頭椎大刀、圭頭大刀、獅噛環頭大刀

## 装飾付大刀の終焉
これら各種の装飾付大刀は、古墳時代後期から終末期（飛鳥時代）にあたる6世紀から7世紀代に隆盛するが、律令制の導入など、国家の体制が大きく変容する7世紀後半には急激にそのバリエーションを失い、光り輝く金・銀・金銅装部位も減少し、方頭大刀のみにその形態が絞られていく。
方頭大刀の形態は、奈良時代以降の大刀外装としても存続し、正倉院所蔵の「黒作大刀」や「金銀鈿荘唐大刀」へとその系統が受け継がれて行くこととなる。

## ギャラリー

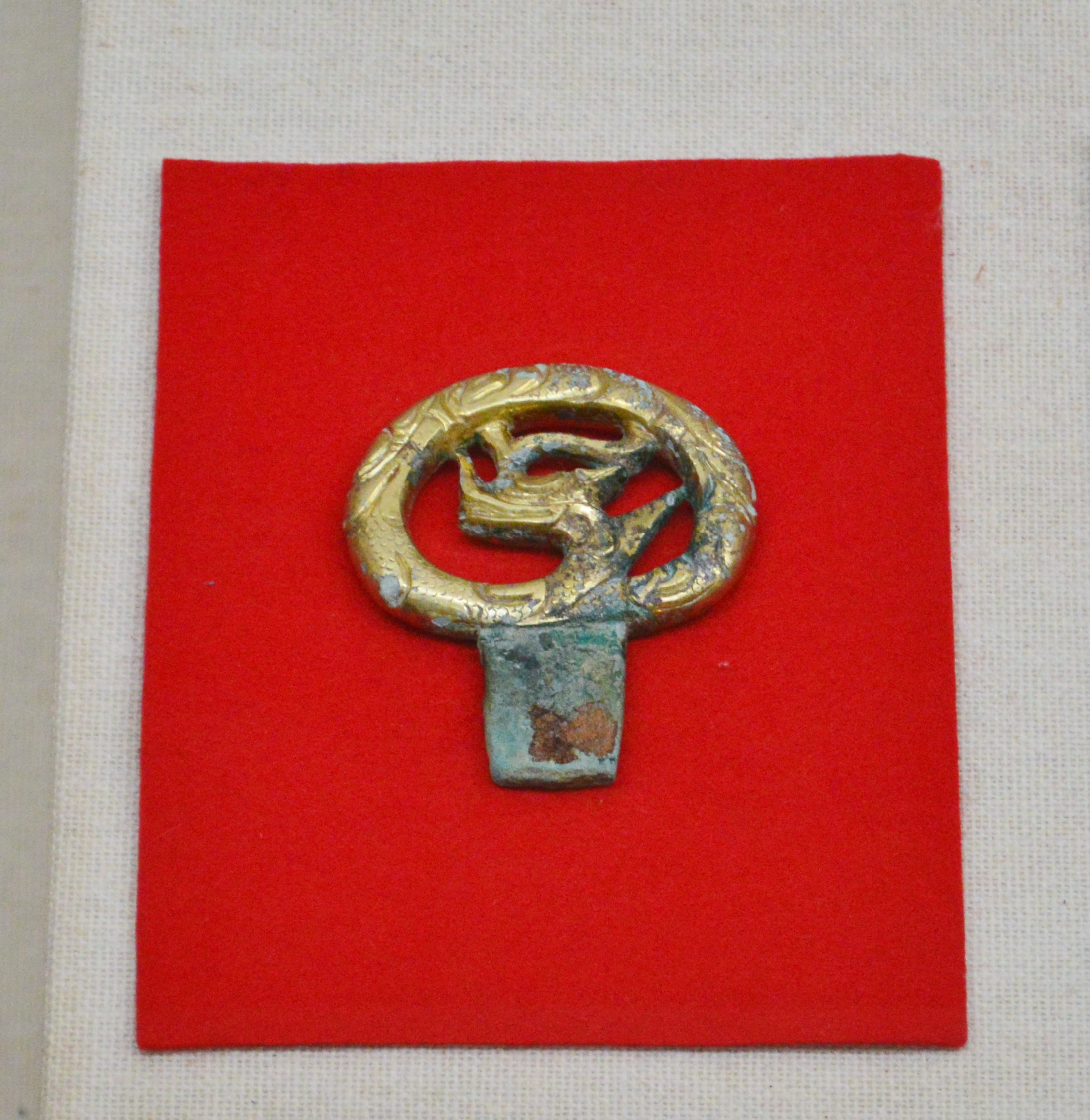
単龍環頭 平尾山古墳群（大阪府柏原市）平野・大県第20支群3号墳出土。柏原市立歴史資料館展示。
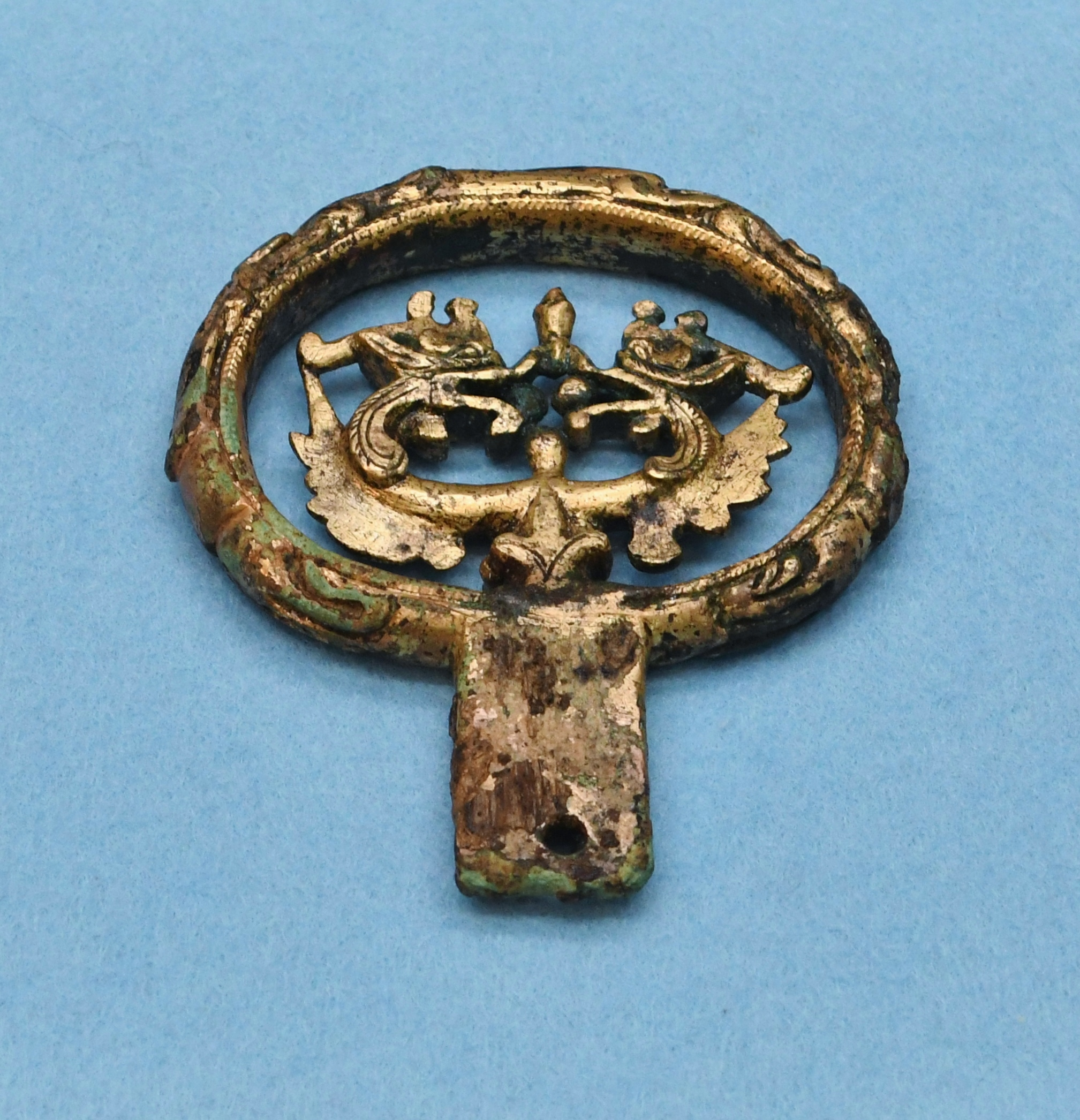
双龍環頭 二子塚古墳（広島県福山市）出土。福山市しんいち歴史民俗博物館展示。
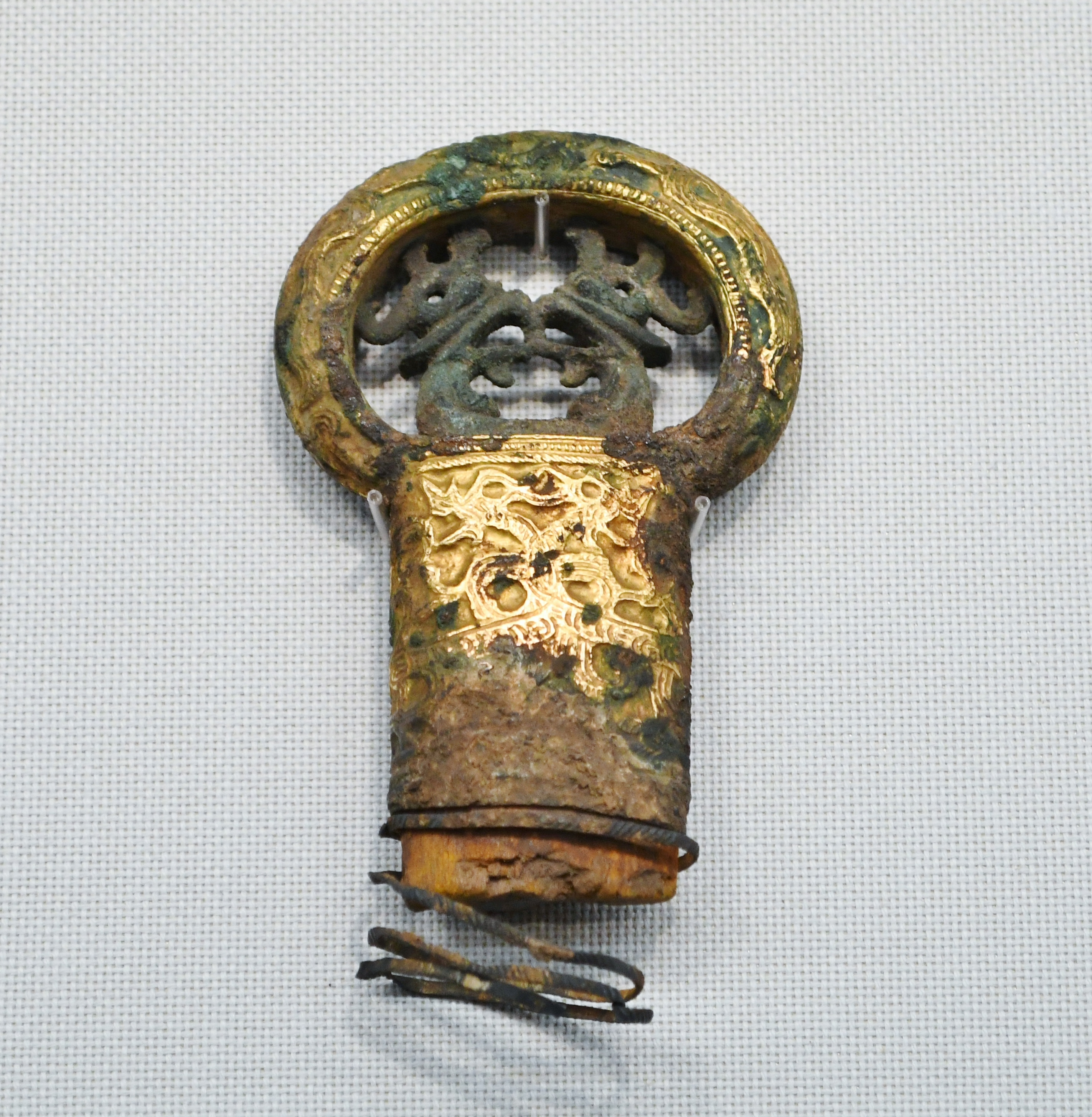
双龍環頭 鴨稲荷山古墳（滋賀県高島市）出土。東京国立博物館展示。
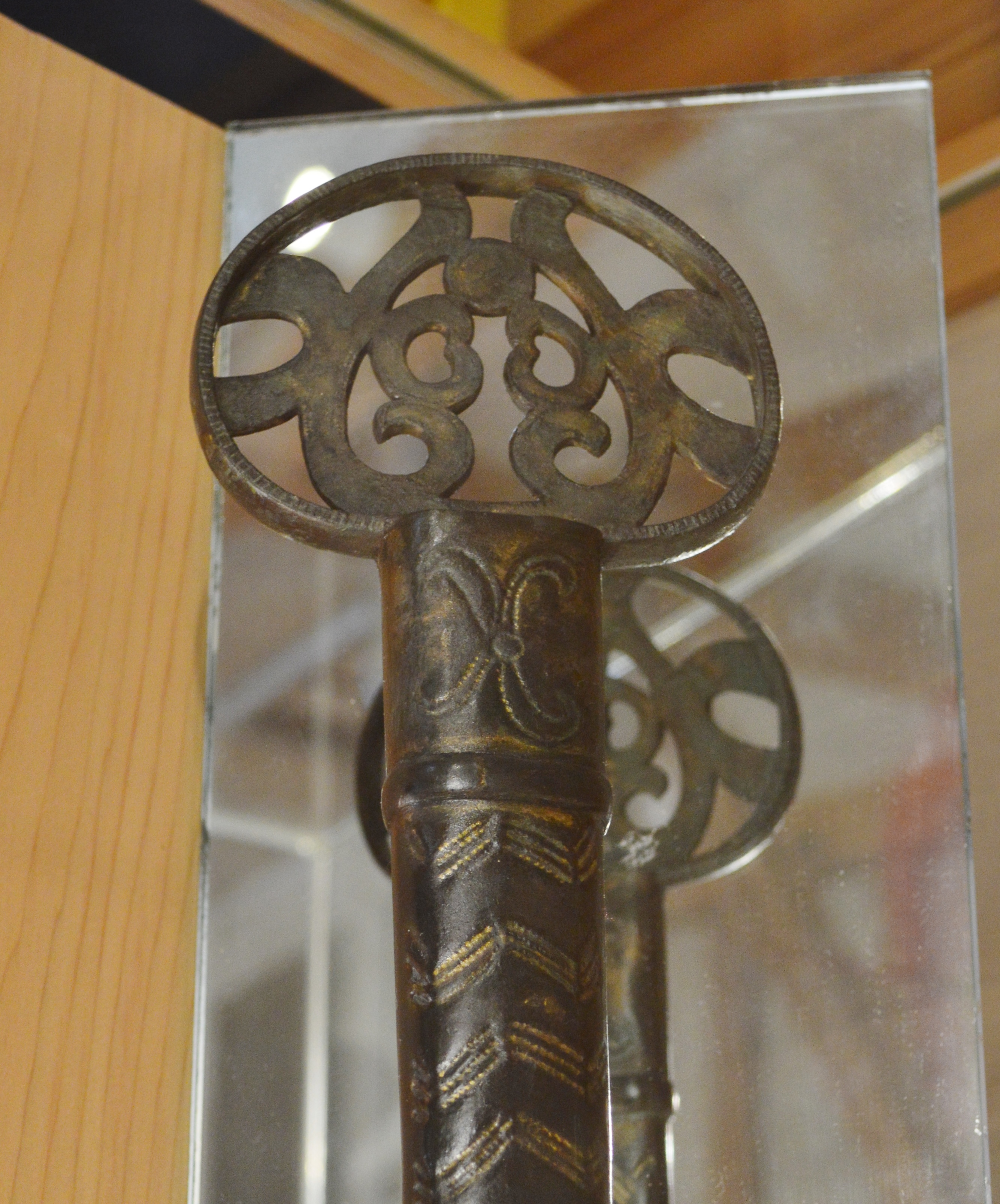
双龍環頭（複製） 小村神社（高知県日高村）伝世品（原品は国宝）。村の駅ひだか展示。